# Czajka (radionawigacja)
Czajka (ros. Чайка, ang. seagull) – rosyjski system radionawigacji, zgodny z systemem LORAN-C. Wykorzystuje częstotliwość 100 kHz.

## Sieci systemu
- GRI 8000 – europejska (1969, РСДН-3/10[1])
- GRI 7950 – wschodnia (1986, РСДН-4[2])
- GRI 5980 – rosyjsko-amerykańska (1995–2010[3])
- GRI 5960 – północna (1996, РСДН-5[4])
- GRI 4970 – północno-zachodnia (РСДН-5[4])